# Nouvelle Histoire
Ne doit pas être confondu avec Histoire nouvelle.
La Nouvelle Histoire est le courant historiographique correspondant à la troisième génération de l'École des Annales française, apparue au début des années 1970, dans la lignée des travaux de la Revue de synthèse et des Annales. En France, ses principaux premiers représentants sont Jacques Le Goff et Pierre Nora. En Grande-Bretagne, elle est animée par des revues telles que Past and Present. 
La Nouvelle Histoire est avant tout orientée vers l'histoire des mentalités : il s'agit d'établir une histoire sérielle des mentalités, c'est-à-dire des représentations collectives et des structures mentales des sociétés. En fonction de la question posée, l’historien-analyste s’efforce de proposer une interprétation rationnelle des données que lui ont fourni son corpus de recherche. Elle se penche aussi sur l'histoire des idées et des sensibilités. 
Les historiens de la Nouvelle Histoire se sont lancés dans l’analyse globale de très vastes ensembles, cohérents dans leur organisation sociale et économique et coiffés par un système de représentations homogène aux moyens d'innovations méthodologiques et le recours aux sciences auxiliaires. Le champ de l'histoire s'élargit encore et la discipline s'intéresse davantage aux phénomènes de longue durée.
La Nouvelle Histoire fait également appel à l'anthropologie historique et à l'étude de la vie quotidienne.

## Contexte et ambitions

### La source du mouvement: « L'École des Annales » de Lucien Febvre et Marc Bloch
Lors de la création en 1929 des Annales d'histoire économique et sociale, le but de Lucien Febvre et Marc Bloch est de tendre vers une histoire totale. Ceux-ci vont développer davantage l’histoire sociale et économique, délaissée auparavant au profit de l’histoire politique. Ils vont ainsi mener une lutte contre l’histoire événementielle, superficielle, échappant à la longue durée.
En créant la revue des Annales d’Histoire économique et sociale en 1929, les objectifs de Marc Bloch et Lucien Febvre sont les suivants :
- Sortir l’histoire de l’ornière de la routine, de son enfermement dans des barrières strictement disciplinaires.
- Développer deux directions novatrices : l’économique et le social[4]  .
- Lutter contre l’histoire politique, « qui est d’une part une histoire-récit, et de l’autre une histoire des événements, une événementielle, théâtre d’apparence masquant le vrai jeu de l’histoire »[5].
- Faire la critique de "l'impitoyable notion de fait historique" : il n'y aurait pas de réalité historique toute faite qui se livrerait d'elle-même à l'historien[6]. On préconise le retour aux sources, à l'étude des documents.

Cette nouvelle manière de concevoir l’histoire sera appelée la Nouvelle Histoire. Son émergence est marquée par trois phénomènes :
- On cherche d’abord à affirmer les sciences considérées comme auxiliaires (sociologie, anthropologie, éthologie, ethnologie, démographie, etc.)[7], Carborell dit même « avec la Nouvelle Histoire, il n’y a plus de science reine accompagnée de ses servantes »[8].
- On souhaite également renouveler les problématiques de l’histoire (on parle d’histoire-problème en opposition à l’histoire-récit), de renouveler les méthodes des domaines traditionnels.
- Enfin, on voit apparaître des sciences composites, comme la démographie historique ou encore l’anthropologie[9].

Pour l'historien de la Nouvelle Histoire, tout est source : tout matériau peut être utilisé pour construire l'histoire, qu'il soit de nature administrative, fiscale, monétaire, ornementale, etc.. Si on veut progresser vers une histoire totale, globale, tous les documents doivent être pris en compte, même s'ils sont artistiques ou littéraires.

### La troisième génération des Annales
La troisième génération des Annales évolue de 1950 à 1970. 
Marquée par une méthode et un intérêt pour une histoire interdisciplinaire, si elle s’intéresse à une histoire économique et démographique au cours des années 1950, son intérêt est porté vers une histoire culturelle et ethnographique au cours des années 1960, intérêt qui donne naissance à la Nouvelle Histoire dans les années qui suivent. Ce courant remit sur les rails l’histoire des mentalités théorisée par Lucien Febvre et Marc Bloch et, incarnée et menée par Philippe Ariès, Georges Duby, Robert Mandrou et Jacques Le Goff, connut un succès national et international pour presque une décennie.

### Les nouveaux chantiers de recherches
Jacques Le Goff affirme que les domaines traditionnels de l’histoire sont renouvelés aux moyens de la Nouvelle Histoire. De nouveaux objets de recherches sont également développés.
En 1974, une édition de Faire l’histoire au sujet de la Nouvelle Histoire est apparue, sous la direction de Jacques Le Goff et de Pierre Nora, avec la collaboration de nombreux historiens français. Leur but, en réalisant cet ouvrage, est « d’illustrer et promouvoir un nouveau type d’histoire ». Cette édition est composée de trois volumes, chacun traitant d’un aspect de la Nouvelle Histoire : ses problèmes, ses approches, ses objets. Nous essayons ici d’en faire un bref résumé :
- Nouveaux problèmes : quels objectifs pour la Nouvelle Histoire, comment remettre en cause l’histoire ?
- Nouvelles approches : par quels biais peut-on enrichir et modifier les secteurs traditionnels de l’histoire ? Voici les pistes qui sont abordées dans l’ouvrage : l’archéologie ; l’économie ; la démographie ; l’anthropologie religieuse et l’histoire religieuse ; la littérature ; l’art ; les sciences ; la politique
- Nouveaux objets : quelles sont les nouvelles thématiques traitées ? Une série d'exemples, de thématiques naissantes ou sur le retour avec la Nouvelle Histoire : le climat, l'inconscient et la prostitution, le mythe, les mentalités, la linguistique et l'histoire, le livre, les jeunes, la cuisine, l'opinion publique (avec entre autres le développement des sondages), le film, la fête sous la Révolution française, etc.[12].

Plus récemment un projet similaire a vu le jour en deux volumes. Sorti en 2010, intitulé Historiographies. Concepts et débats, le but de Christian Delacroix, François Dosse, Patrick Garcia et Nicolas Offenstatdt est de proposer un état actualisé de la recherche en histoire depuis les années 1970. La première partie porte sur les approches problématiques, et la seconde porte sur les objets de la recherche.

### Un succès impressionnant
Du point de vue de ses défenseurs, la Nouvelle Histoire comporte de nombreuses qualités :
- Elle pose des questions et privilégie les problèmes ;
- Elle refuse toute philosophie de l’histoire ;
- Elle fait appel à d’autres disciplines auxquelles elle s’associe ;
- Elle refuse l'explication linéaire des historiens positivistes et la vision réductrice des historiens marxistes ;
- Elle est sans frontière[14]

En résumé, la Nouvelle Histoire se veut porteuse de progrès. Elle se joint à d’autres sciences humaines, elle réévalue l'anthropologie dans l’étude historique et reconsidère le document dans l’histoire quantitative. L’objectif est d’étudier tous les documents possibles (littérature, œuvres d’art, etc.) et de pouvoir en faire la critique.
De ce fait, la Nouvelle Histoire rencontre un grand succès. En France, la Nouvelle Histoire répond à un rôle de « guide » pour les sciences humaines ou sociales, notamment par la force d’une tradition historiographique bien ancrée. Cette tradition a été protégée de l’influence des différents protagonistes de la philosophie de l’histoire, sans pour autant basculer dans une histoire purement nationaliste. 
En Angleterre, la revue Past and Present se place dans la même perspective que la revue des Annales. Les États-Unis (Revue Comparative Studies in Sociology and History ; Nathalie Zemon Davis), l’Italie (représentée entre autres par Carlo Ginzburg) ou encore la Pologne contribuent à la propagation de la Nouvelle Histoire.

### Histoire des mentalités
Le courant de l'histoire des mentalités apparaît pleinement avec la Nouvelle Histoire.
Développée par Lucien Febvre, Marc Bloch, Henri Pirenne, etc., l'histoire des mentalités est apparue au lendemain de la Première Guerre mondiale et est dans un premier temps exclusivement une spécialité française. À ce moment, l'histoire des mentalités n'est pas un courant à part entière mais une facette de l'histoire sociale. Elle fait la critique de l'histoire des idées.
L'histoire des mentalités représente une grande attraction pour le chercheur, qui pose le défi et offre la possibilité de scruter les façons de penser, de sentir, d'imaginer et d'agir des hommes, le sujet de l'histoire, dans un effort interdisciplinaire suggestif. Tous les sujets peuvent être étudiés par l'histoire des mentalités : sentiments, représentations diverses, croyances, valeurs sociales, etc..
Selon Febvre et Bloch, l'histoire des mentalités doit s'opposer à un anachronisme psychologique (c'est-à-dire, interpréter les faits du passé au travers d'une interprétation tout à fait contemporaine de l'historien). Grâce à cette perspective, la Nouvelle Histoire portera son attention sur de nouveaux domaines d'études.
L'histoire des mentalités désigne, de façon très générale, « l'histoire des formes de pensées, de croyances et de sentiments spécifiques à chaque époque en tant que telles constituent ensemble une appréhension du monde dotée d'une certaine cohérence ». Elle se développe avec Febvre et Bloch en même temps que la Nouvelle Histoire. Les deux, admirateurs de la sociologie durkheimienne et de la psychologie historique d'Henri Berr, chercheront à théoriser cette histoire. Cependant, cette théorisation sera marquée par une dualité de sens. On parle pour cette raison de l'histoire des mentalités comme d'une histoire « indéterminée ». Febvre et Bloch donneront chacun une définition différente à leur histoire :
- L'apport de Lucien Febvre est surtout théorique. Selon lui, étudier les mentalités est un exercice de psychologie historique, et c'est étudier le système de représentations, le système mental collectif à une époque donnée, à travers des réalisations individuelles des personnes (par exemple, par le biais de la biographie historique). Febvre a une approche individualiste de l'histoire des mentalités, qui est, d'après lui, une analyse interactionnelle entre une pensée individuelle et son milieu primaire. On accorde la primauté à l'individu, non au collectif, tout en ne prenant pas l'individu comme le centre d'une étude. La psychologie d'un individu s'inscrit toujours au sein de la psychologie du groupe, du collectif[23].
- Marc Bloch prendra ses distances avec l'approche individualiste de Febvre. Il préfère étudier les représentations collectives en analysant les rites et les pratiques. Il étudie non seulement les idéologies et leur transmission sociale mais aussi les structures synchroniques : sociales, politiques, juridiques, etc. Bloch est sociologue et anthropologue et étudie à la fois les habitudes corporelles et les habitudes affectives et intellectuelles[24]. Les mentalités sont pour Bloch les « logiques non conscientes de la vie matérielle et des représentations collectives »[25].

C'est ainsi qu'on doit à Lucien Febvre la « paternité théorique » de la notion de l'histoire des mentalités, mais les orientations pratiques des travaux de Marc Bloch sont principalement récupérées par les historiens de la troisième génération des Annales au début des années 1960. Dans les années 1960-1970, l'histoire des mentalités devient une réponse au développement de l'ethnologie et de l'anthropologie, et se développe fortement, en conséquence d'une volonté de s'émanciper de l'histoire économique et sociale développée précédemment. De cette façon, l'histoire des mentalités devient majoritairement une histoire quantitative de la culture matérielle.
Il y a une évolution des sensibilités, des cadres mentaux, des attitudes face à la vie, à la mort, etc. (Philippe Ariès, Georges Duby, Jacques Le Goff ou encore Michel Vovelle se sont intéressés à ces sujets dans leurs travaux).
Dans les années 1980, l'école des Annales finit par remplacer l'histoire économique et sociale par l'anthropologie historique dans la recherche historique. L'objet de l'histoire des mentalités tend vers les mentalités sociales, aux moyens de sujets en vogue en France à l'époque : la famille, le corps, la sexualité, etc..
L'histoire des mentalités a ses sources privilégiées : celles qui introduisent à la psychologie collective des sociétés. Ces documents peuvent témoigner de sentiments, de comportements marginaux et peuvent être littéraires ou artistiques. L'historien des mentalités étudie également les lieux de production de ces documents et les moyens mis en œuvre.

## Critiques
Cependant, la Nouvelle Histoire fait l'objet de nombreuses critiques. 
On[Qui ?] reproche surtout aux historiens de la Nouvelle Histoire d'avoir perdu l'ambition d'effectuer une histoire totale, impulsée par Lucien Febvre et Marc Bloch à travers les Annales et dont le flambeau a été repris par Fernand Braudel (La Méditerranée au temps de Philippe II en est un excellent exemple) et Ernest Labrousse. 
La Nouvelle Histoire marque également la fin des grands travaux collectifs ; si la méthodologie devient individuelle, la micro-histoire en étant sans doute l'exemple type, cela est dû notamment au nombre d'historiens et d'enseignants chercheurs qui s'est multiplié.[réf. nécessaire]
De même, les historiens postérieurs déplorent le fait que la Nouvelle Histoire ne dispose plus de sa propre méthodologie mais a davantage tendance à emprunter celles des sciences auxiliaires que sont par exemple l'économie, la sociologie, la psychanalyse. 
Certains ouvrages ont été publiés, notamment pour critiquer ou s'interroger sur les travaux de cette troisième génération des Annales :
- Hervé Coutau-Bégarie, dans son ouvrage Le Phénomène nouvelle histoire, considère que les limites de la Nouvelle Histoire sont mises en évidence par le manque de considération pour l'Antiquité, l'époque contemporaine, et l'histoire politique, militaire, diplomatique[31].
- François Dosse, L’Histoire en miettes. Des Annales à la « nouvelle histoire », Paris, La Découverte, 1987.
- Geoffroy Lloyd (en), Pour en finir avec l'histoire des mentalités, Paris, La Découverte/Poche, 1996.
- Gérard Noiriel, Sur la « crise » de l'histoire, Paris, Belin, 1996.